# إيرني هايز
إيرني هايز (6 نوفمبر 1876 في المملكة المتحدة - 2 ديسمبر 1953) (بالإنجليزية: Ernie Hayes)‏ هو لاعب كريكت بريطاني وبريطاني (وحمل سابقاً جنسية المملكة المتحدة لبريطانيا العظمى وأيرلندا). شارك مع منتخب إنجلترا للكريكت.

## وصلات خارجية
- إيرني هايز على موقع إي آس بي آن كريك إنفو (الإنجليزية)